# Heinrich Schoppmeyer (Jurist)
Heinrich Schoppmeyer (* 26. März 1966 in Witten) ist ein deutscher Jurist. Er war Vizepräsident des Landgerichts Offenburg und ist seit November 2014 Richter am Bundesgerichtshof. Seit Februar 2023 ist er Vorsitzender Richter am Bundesgerichtshof.

## Leben
Nach Abschluss seiner juristischen Ausbildung begann er 1995 seine juristische Karriere im höheren Justizdienst des Landes Baden-Württemberg. Als Proberichter wurde er bei dem Landgericht Konstanz bei der dortigen Staatsanwaltschaft sowie dem Amtsgericht Singen eingesetzt. Von September 1997 wurde er bis Mai 2001 an das Justizministerium Baden-Württemberg abgeordnet. Noch während der Abordnung wurde Schoppmeyer im Februar 1998 zum Richter am Landgericht ernannt. Er wurde hierbei zunächst einer Planstelle bei dem Landgericht Konstanz und später bei dem Landgericht Freiburg zugewiesen. 
Er wurde 2000 an der Universität Konstanz mit dem Werk Juristische Methode als Lebensaufgabe: Leben, Werk und Wirkungsgeschichte Philipp Hecks promoviert. Schoppmeyers Überlegungen zu einem möglichen dritten Weg zwischen Hecks Interessenjurisprudenz und zeitgenössischen Auffassungen hielt Walter Grasnick in der Frankfurter Rundschau 2001 für diskussionswürdig. Grasnick hielt das Buch für „hervorragend informiert“ und „stilistisch überzeugend“.
Er war von Juni 2001 bis Oktober 2004 als wissenschaftlicher Mitarbeiter an den Bundesgerichtshof abgeordnet. Anschließend war er an das Oberlandesgericht Karlsruhe und dann an das Landgericht Karlsruhe abgeordnet. Am Landgericht in Karlsruhe wurde er im Februar 2006 zum Vorsitzenden Richter am Landgericht befördert. Im März 2007 erfolgte eine Versetzung an das Oberlandesgericht Karlsruhe. Im Januar 2012 wurde Heinrich Schoppmeyer Vizepräsident des Landgerichts Offenburg und Vorsitzender der Kammer für Handelssachen.
Im November 2014 wurde er Richter am Bundesgerichtshof und dem vornehmlich für das Erbrecht sowie das Versicherungsvertragsrecht zuständigen IV. Zivilsenat des Bundesgerichtshofs zugewiesen. Seit dem 1. September 2019 gehört er auch zur Besetzung des XIII. Zivilsenats Mit der Ernennung zum Vorsitzenden Richter am 9. Februar 2023 übernahm Schoppmeyer den Vorsitz des IX. Zivilsenats.